# Jollas manantiales
Jollas manantiales là một loài nhện trong họ Salticidae.
Loài này thuộc chi Jollas. Jollas manantiales được María Elena Galiano miêu tả năm 1991.